# Сканское наречие

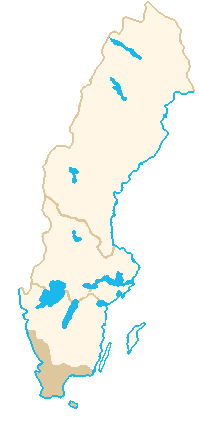
Примерная территория сканского наречия, вкл. о. Борнхольм

Сканское наречие (сконское; сканск. skånskaо файле, skånsk, södersvensk, østdansk, sydsvenska mål) — группа близкородственных диалектов, которые были частью древнескандинавского диалектного континуума. На сканском говорят преимущественно в регионе Сконеланд на юге Швеции, включающем три бывших датских провинции Сконе, Халланд и Блекинге, приблизительно совпадающих с одноимёнными современными шведскими ленами Сконе, Халланд и Блекинге.
В сканское наречие включаются сконские диалекты (провинция Сконе; собственно skånsk), южные диалекты Халланда (швед. halländska), диалекты Блекинге (швед. blekingska), диалекты части Смоланда (швед. småländsk) и часто диалекты датского острова Борнхольм (дат. bornholmsk).
Большинство лингвистов полагают, что с исторической точки зрения сканский относится к восточнодатским диалектам. Но влияние современного нормативного шведского языка в этом регионе, а также тот факт, что традиционная диалектология в скандинавских странах (как и во многих других) не учитывает переход изоглосс через государственную границу, привели к тому, что сканские диалекты рассматриваются в Швеции как южношведские. Однако многие ранние скандинавские лингвисты, среди которых Адольф Нурен (Adolf Noreen) и Г. Шёстедт (G. Sjöstedt), классифицировали это наречие как южноскандинавский, а некоторые учёные, например, Элиас Вессен (Elias Wessén) считали древнесканский диалект отличным как от древнедатского, так и от древнешведского языков. В датской диалектологии сканское наречие традиционно обозначается как восточнодатское.

## Языковой код ISO для сканского
До недавнего времени сканское наречие считалось отдельным языком в SIL International, в частности в предпоследнем, 15-м издании Ethnologue, и ему был присвоен отдельный код ISO/DIS 639-3 — scy. Однако перед последним обновлением шведский представитель в ISO/TC-37 (технический комитет, курирующий ISO 639), потребовал исключить сканский из окончательной версии стандарта, иначе Швеция проголосует против. В результате сканский был удалён, и как следствие не фигурирует в 16-м издании Ethnologue, однако идентификатор «scy» остался зарезервированным за сканским на будущее и может опять быть включён в стандарт, если в течение ежегодного пересмотра классификации будет выдвинуто требование его восстановить.

## Статус
В классификацию сканского наречия как языка система SIL включила традиционные диалекты более крупного, транснационального, исторического региона, где предположительно говорили на древнем сканском наречии. Согласно предыдущей международной классификации SIL, в 2002 году на сканском наречии говорили 80 000 человек, живущих на юге Швеции (лены Сконе, Блекинге, Халланд) на территории с населением около 1,6 миллионов.
Сканское наречие признается отдельным языком только с исторической или культурной точки зрения, и шведское правительство не рассматривает его как отдельный язык. Однако некоторые сканцы выражают мнение, что сканское наречие — это миноритарный язык, и поэтому он должен быть официально признан миноритарным языком. Примерно такими являются и границы, установленные в традиционной шведской диалектологии для определения территории распространения южношведского диалекта (шв. Sydsvenska mål), они включают бо́льшую часть исторического региона Сканских земель, древний пограничный регион в южном Смоланде (Småland), но исключают Борнхольм.

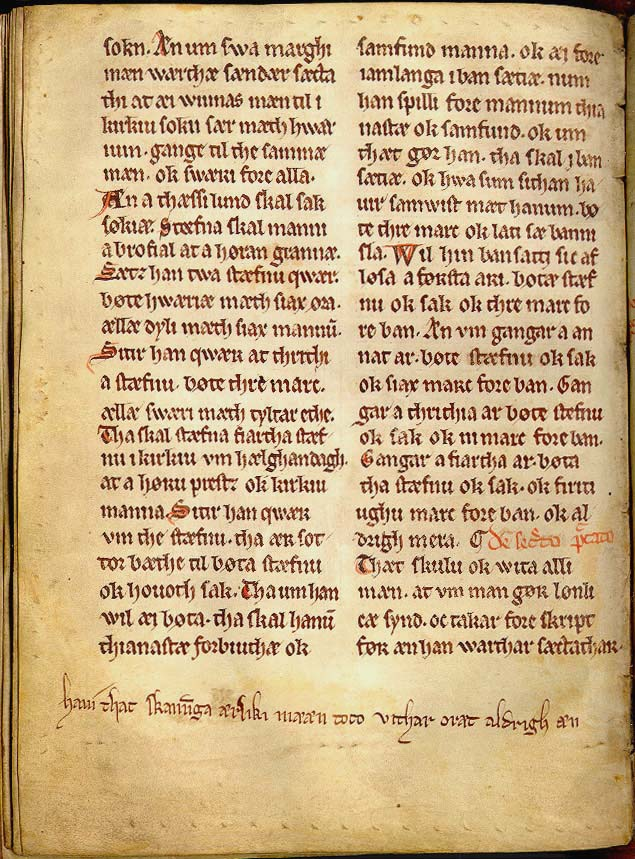
Издание Сканского закона и Церковного закона (Anders Sunesøn, 13 век), с комментарием на полях («Skaaningestrof»): «Hauí that skanunga ærliki mææn toco vithar oræt aldrigh æn.» (Пусть будет известно, что сконцы — честные люди, которые никогда не допускали несправедливости)

Четыре провинции (Сконе, Блекинге, Халланд и Борнхольм) были объединены средневековым сканским законом (Skånske Lov) в Сканскую Ассамблею, или тинг (др.-нор. þingh, совр. сканд. ting), которая была одной из трёх правящих ассамблей в Дании, ответственных за избрание датского короля. Эти четыре сканские провинции платили дань королю как единое целое.
Благодаря учреждению Сканской академии, а также современным программам по сохранению наследия, организованным сканским регионом и при поддержке шведского правительства, среди населения этих областей, и особенно среди молодежи вновь появился интерес к сканскому наречию как к языку культуры и национальной идентичности. Многие сельские диалекты в Швеции оказались на грани исчезновения в результате промышленной революции и урбанизации.
Население лена Сконе составляет приблизительно 13 % от общего населения Швеции. Согласно 15-му изданию Ethnologue в 2002 году на сканском в Швеции говорило 80 тысяч человек.

## История
Вплоть до XII века шведский и датский языки были фактически диалектами одного языка — древневосточноскандинавского. Однако некоторые ученые предполагают, что ещё в праскандинавский период могли существовать какие-то диалектные различия на территории распространения скандинавского языка. Термин «шведский язык» не упоминается ни в каких источниках до первой половины XIV века, и до 1500 года ни в Швеции, ни в Дании не было нормативного разговорного языка, хотя некоторые ученые утверждают, что среди знати могло быть стремление к более правильному, «вежливому» языку.
Письменные произведения на сканском наречии появились до 1200 года, когда шведский и датский языки ещё не были систематизированы. Долгая борьба между Швецией и Данией за право обладания рукописями на древнем сканском наречии в качестве доказательства ранней формы каждого из этих двух национальных языков привела к неожиданным последствиям. Два фрагмента текста на сканском наречии, относящиеся примерно к 1325 году, первоначально были признаны ранним образцом древнего шведского языка, но дальнейшие исследования в наше время показали, что это был не шведский язык, а сканский. В XX веке эти фрагменты были отнесены скандинавскими лингвистами к ранним образцам древнего датского языка. Как объяснила датский лингвист Бритта Ольрик Фредериксен (Britta Olrik Frederiksen), эти фрагменты — «своим существованием свидетельствуют о новой области для изучения истории датского языка». Как и Сканский Закон, один из этих фрагментов, в шести страницах (в каталоге SKB A 120), написан с помощью рунического алфавита. Согласно Фредериксен, экспериментально установлено, что эти фрагменты были написаны в цистерцианском Херревадском аббатстве, Сконе. Фрагмент содержит перевод плача Марии у креста. Другой фрагмент (в каталоге SKB *A115) — это две страницы, содержащие более сотни метрических строк тонически рифмованных стихов, перевод с латинского языка апокрифического евангелия от Никодима о схождении Христа в ад и воскресении.
Один из документов, который иногда приводят в качестве доказательства того, что сканское наречие отличается и от шведского, и от датского языков, — это письмо XVI века, в котором содержится совет переводчикам датской Библии не обращаться к сканским переводчикам, так как их язык не является «истинно датским».

## Языковая политика
После заключения Роскилльского мира в 1658 году датский регион, состоящий из Сконе, Блекинге и Халланда (Сканская земля), вошёл в состав Швеции, но сохранил свои древние привилегии, законы и обычаи. Однако в 1680-х годах начался процесс шведофикации, был изменен язык, используемый в церковных службах, и наложены ограничения на пересечение границ для путешественников и торговцев. Похожие изменения происходили и в других недавно приобретенных провинциях вдоль западного побережья и вдоль границы с Норвегией, хотя эти провинции вошли в состав Швеции раньше, чем сканские. С лингвистической точки зрения ситуация в Сконе была уникальной; современные социолингвистические исследования часто предлагают на её примере изучать корни лингвистического национализма. Как указал норвежский ученый Ларс С. Викёр (Lars S. Vikør), профессор (Скандинавские и лингвистические исследования, Университет Осло), в книге 2001 года «Язык и национализм», «враждебность между двумя странами [Швеция и Дания] и относительная близость их нормативных языков (диалектальные различия в каждой из двух стран были значительнее, чем две нормы) подчеркнули различия между ними в процессе стандартизации». По Викору «отношение Швеции к сконцам показывает, что самый важный элемент [лингвистического национализма] идеологии — желание подчеркнуть отличие от другого лингвистического единства, что в некоторой степени может рассматриваться как угроза или оспаривание своей независимости».
Шведское правительство официально ограничило использование сканского наречия в Сконе в 1683 году, аннулировав собственное решение в Роскилльском договоре и в Мальмё, где Сконе было предоставлено право автономии, с сохранением своих древних законов и обычаев. Сконе полностью вошла в состав Шведского Королевства в 1719 году, и в XX веке ускорился процесс ассимиляции благодаря преобладанию нормативного шведского языка на радио и телевидении, урбанизации и переселению людей из одного в другой регионы Швеции.
Когда-то Борнхольм был частью Сконе, но его жители подняли восстание, и остров вернулся в состав Дании в 1659 году. Сканский диалект в Борнхольме сохранялся в употреблении, но вскоре в официальных беседах нормативный датский язык стал преобладать, в настоящее время борнхольмский диалект считается исчезающим.

## Исторические изменения
Постепенный переход к шведскому языку привел к тому, что с XVIII века в сканском наречии появилось много новых шведских особенностей, особенно это касается лексического состава языка и грамматики. Несмотря на изменения, в сканских диалектах сохранилась нешведская просодия, а также некоторые лексические и грамматические детали. Различие между сканскими диалектами и нормативным шведским языком иногда в прессе сравнивается с различием между американским и австралийским английским языком. Однако, как указывают исследователи, работающие в проекте «Сравнительная семантика для скандинавских языков», трудно определить количество и проанализировать точные степени семантических различий, которые существуют между скандинавскими языками вообще, даже между национальными языками (датским, шведским и норвежским): «Некоторые скандинавские языки очень похожи историей, лексикой и структурой. Есть ли систематические семантические различия между этими языками? Если да, то должны ли формальные семантико-аналитические средства, которые были достаточно подробно разработаны главным образом для английского и немецкого языков, объяснять различия в скандинавских языках?»
Недавно в рамках проекта «Синтаксис скандинавского диалекта» начались исследования, касающиеся всех современных диалектов в регионе. Проект разрабатывается в Университете Тромсё в Норвегии, где сотрудничают девять групп скандинавских ученых, их цель — нанести на карту и изучить синтаксические варианты в континууме скандинавских диалектов.

## Сохранение языка
В сканском наречии есть слова, которых нет ни в шведском, ни в датском языках. Для сохранения его уникальности эти слова были зафиксированы и документально подтверждены в Институте диалектологических, ономастических и фольклорных исследований в Швеции. С этой же целью ведутся сравнительные исследования, например проект сканско-шведско-датского словаря, подготовленный Сканской Академией. Проект возглавляет д-р Хелмер Лонг, и в нём принимают участие специалисты в разных областях знаний, среди которых профессор Биргер Берг (Birger Bergh), лингвистика, профессор Ингер Элкьер (Inger Elkjær) и д-р Инге-Лисе Педерсен (Dr. Inge Lise Pedersen), исследователь датских диалектов. Были опубликованы сканские словари по многим отраслям знаний, среди них словарь Стена-Бертиля Виде (Dr. Sten Bertil Vide), который защитил свою докторскую диссертацию по названиям цветов на сканском наречии. Этот словарь и многие другие сканские словари можно найти на кафедре диалектологии и ономастики в Лунде.
В Сконе существует несколько вариантов слов и произношения, причём иногда их использовали лишь небольшое количество людей в отдаленных деревнях. В деревнях, стоящих у моря, например Фальстербо (Falsterbo) и Лимхамн (Limhamn), были в ходу уникальные слова, связанные с рыболовством. Многие из этих слов больше не употребляются в разговорном языке.

## Современная история
Общий интерес к защите сканского наречия возник в начале XIX века в связи с появлением фольклористического и романтического национализма в Скандинавии. По мнению д-ра Хелмера Лянга (доцент, сравнительная литература, Лундский университет), сканскому наречию и фольклору региона не уделялось должного внимания, потому что шведы считали их датскими, датчане, в свою очередь, не обращали внимание на территорию, которую они потеряли.
Одним из первых, кто писал книги на сканском наречии (Kivikja Snackk…, 1901), был Хенрик Вранер (Henrik Wranér) (1853—1908). В 1922-23 годах были опубликованы его «Избранные работы» (Valda Verk). Затем Аксель Эббе (Axel Ebbe) (1869—1941) написал на сканском наречии «Rijm å rodevelske» вместе с остроумным переводом Библии (Bibelsk historie, 1949).
Сканский киноактер Эдвард Перссон (Edvard Persson), много снимавшийся в 1930—1940-х годах, был одним из первых национально признанных артистов, поющих на сканском. Позднее на сканском заговорили радиодиджеи Челль Стенссон (Kjell Stensson) и Стен Бруман (Sten Broman).

## Современная ситуация
Сейчас многие певцы и другие знаменитости говорят на сканском наречии и используют его в своей профессиональной жизни. Артист Микаэль Вье (Mikael Wiehe), признанный «Сканцем года» в 2000 году, описал своё отношение к сканскому как «любовь, знание и гордость историей и уникальностью Сконе». «Быть сконцем, любить Сконе, интересоваться её историей и охранять её уникальность, вот что помогло мне понимать и уважать других людей за их любовь и гордость за Родину. Я люблю сканский язык. Не потому, что он лучше других языков, а потому, что на этом языке я лучше всего могу выразить себя. Любовь к моей родной земле и моему языку дала мне уверенность и позволила жить в этом мире без страха». Вихе получил шведскую награду им. Мартина Лютера Кинга в 2005 году за свою борьбу за мир, свободу, справедливость и единство.
Ханс Альфредсон (Hans Alfredson), популярный шоумен, продюсер и исполнитель последних 50 лет, выпустил несколько фильмов, в которых были диалоги на сканском наречии, например всемирно известный фильм «Незамысловатое убийство», в главной роли сканец Стеллан Скарсгард (Stellan Skarsgård), который вырос в Мальмё. Томас Эберг (Thomas Öberg), певец из шведской рок-группы bob hund, также поет на сканском. Другие популярные сканские артисты: рок-музыкант Каль П. Даль (Kal P. Dal), кумир многих Бьёрн Афселиус (Björn Afzelius), рок-музыкант Пепс Перссон (Peps Persson) и группа Joddla med Siv. Народный певец Данне Строхед (Danne Stråhed) очень популярен в некоторых регионах, во многом благодаря своей песне Når en flicka talar skånska («Когда девушка говорит на сканском»). Хенрик Ларссон, признанный прессой одним из лучших шведских футбольных игроков, также говорит на сканском и был выбран «Сконцем года» в 2006 году.
Недавно были опубликованы несколько сканских словарей. Так как не существует нормативного сканского языка, выбор включаемых слов всегда спорный.

## Фонетика
В сканском наречии фонема /r/ реализуется как увулярный дрожащий, [ʀ] в четкой артикуляции, но в обычной речи чаще как глухой [χ] или звонкий увулярный фрикативный [ʁ], в зависимости от фонетического контекста. Это противоположно альвеолярным артикуляциям и ретрофлексивным ассимиляциям в большинстве шведских диалектов на севере Смоланда. Реализации очень непостоянной шведской фрикативной фонемы /ɧ/ — ярко выраженные велярные и менее губные, чем в других диалектах. Хотя фонемы сканского наречия соответствуют фонемам нормативного шведского языка и большинства других шведских диалектов, длинные гласные стали дифтонгами и являются уникальными в данном регионе. На юге региона Сконе многие дифтонги также обладают фарингальным качеством, что их сближает с датскими гласными.

## Лексический состав языка
В сканском наречии было много слов, отличных от нормативного шведского языка. В 1995 году Сканская Академия (Skånska Akademien) выпустила сканско-шведско-датский словарь (Skånsk-svensk-dansk ordbok), включающий 2 711 сканских слов и выражений. Однако не все эти слова сегодня широко употребляются. Тогда как общая лексика современного сканского наречия значительно не отличается от лексики нормативного шведского языка, несколько конкретных сканских слов известны во всем регионе, их часто можно услышать в речи. Вот несколько примеров:
- påg, «мальчик» (норм. шв.: pojke, бывший дат.: poge/pog)
- tös, «девочка» (норм. шв.: flicka, дат.: pige или tøs)
- rälig, «отвратительный», «уродливый», «устрашающий» (норм. шв.: äcklig, ful, skrämmande/otäk, бывший шв.: rädelig, дат. диалект: rærlig)

Также есть другие сканские слова, которые хорошо известны в Сконе, но могут считаться устаревшими и крайне редко употребляются в речи:
- pantoffel или pära, «картофель» (норм. шв.: potatis, дат.: kartoffel)